# Нікітін Юрій Васильович
Ю́рій Васи́льович Нікі́тін (Георгій Васильович; нар. 4 січня 1905, Єлисаветград — пом. 1940, Бухта Нагаєва Магаданської області) — український курбасівський актор і режисер, син подвижника української культури В. О. Нікітіна.

## Життєпис
Народився 4 січня 1905 року в Єлисаветграді в родині відомого єлисаветградського подвижника української культури, дворянина, чиновника Василя Олександровича Нікітіна.
Навчався в Єлисаветградській чоловічій гімназії і приватній гімназії М. Крижановського.
Був членом літературного гуртка М. Хороманського, дружив з Арсенієм Тарковським, Миколою Станіславським (який згодом одружився з його сестрою Тетяною), Іриною та Іполітом Бошняками, Андрієм та Назаром Тобілевичами..
1928 року закінчив Державний музично-драматичний інститут імені М. В. Лисенка.
Був запрошений в знаменитий театр «Березіль» Леся Курбаса до Харкова. Також працював у Харківській філармонії і радіокомітеті. Там же у Харкові організував свій український драмтеатр.
1932—1935 викладав сценічну мову у Київському театральному інституті.
1935 вступив до режисерської лабораторії О. П. Довженка. Працював на кіностудії.
4 січня 1938 року був заарештований за звинуваченням у шпигунстві на користь Німеччини. Винним себе не визнав, хоча його допитували цілий рік. Був ув'язнений на 5 років.
Помер 1940 року в Північно-Східному таборі (Бухта Нагаєва) Магаданської області через сухоти і недокрів'я.

## Родина
Батько Василь Нікітін — дворянин, нотаріус, українофіл, після 1920 року викладав українську мову і літературу — засуджений у 1930 році до заслання у так званій справі Спілки визволення України.
Брат Фауст Нікітін — радянський вчений-генетик, лауреат Державної премії СРСР.
Сестра Тетяна Нікітіна-Станіславська — актриса, режисер, педагог.
Сестри Ніна й Марія були вчителями (остання мешкала в Добровеличківці).